# Eucrada
Eucrada là một chi bọ cánh cứng thuộc họ Ptinidae.

## Phân loại
Có 2 loài được ghi nhận trong chi Eucrada:
- Eucrada humeralis (Melsheimer, 1846) i c g b
- Eucrada robusta Van Dyke, 1918 i c g

Data sources: i = ITIS, c = Catalogue of Life, g = GBIF, b = Bugguide.net